# Gheerahoo
Gheerahoo es una localidad de Trinidad y Tobago, que forma parte de la región de Siparia.

## Geografía
La localidad abarca parte de la isla Trinidad y limita al norte con Mon Desir, al sur con Apex Oil Field, al este con Delhi Settlement y al oeste con Mon Desir-Silver Stream y Forest Reserve.

## Demografía
Datos demográficos de la localidad de Gheerahoo:
| Gráfica de evolución demográfica de Gheerahoo entre 2000 y 2011 |
|                                                                 |